# جوليان هاتشر
جوليان هاتشر (بالإنجليزية: Julian Hatcher)‏ هو كاتب ومؤلف أمريكي، ولد في 26 يونيو 1888 في فرجينيا في الولايات المتحدة، وتوفي في 4 ديسمبر 1963 في سبرينغفيلد في الولايات المتحدة.